# اکبر عبدی
اکبر عبدی آقاباقر (زادهٔ ۴ شهریور ۱۳۳۹) بازیگر ایرانی است. او برای تنوع در نقش‌هایش و بازی در فیلم‌های کمدی شهرت دارد. او دارندهٔ نشان درجه یک فرهنگ و هنر است. عبدی فعالیت خود را از اواخر دههٔ ۱۳۵۰ آغاز کرد و از هنرجویان مدرسه هنر و ادبیات صدا و سیما بوده است که با مجموعهٔ تلویزیونی باز مدرسه‌م دیر شد (۱۳۶۲) به شهرت رسید. او برای نقش‌آفرینی در مادر (۱۳۶۸) و خوابم می‌آد (۱۳۹۰) برندهٔ دو جایزهٔ سیمرغ بلورین بهترین بازیگر نقش مکمل مرد جشنواره فیلم فجر شده است.

## زندگی
اکبر عبدی آقاباقر ۴ شهریور ۱۳۳۹ از پدری اردبیلی و مادری تهرانی در محله نازی‌آباد (تهران) به دنیا آمد. او از سال ۱۳۵۸ با دریافت مدرک دیپلم با نمایش‌های آماتوری فعالیت هنری‌اش را آغاز کرد و سپس از سال ۱۳۶۱ به تلویزیون رفت و تاکنون به نقش‌آفرینی در موضوعات مختلفی می‌پردازد. اکبر عبدی سپس در سال ۱۳۶۳ با فیلم جنجال بزرگ بازی در سینما را آغاز کرد و پس از آن در فیلم‌های مردی که موش شد، اجاره نشین‌ها، گراند سینما و ای ایران توانست قابلیت‌های خود را در ‌های کمدی ثابت کند. نوع چهره عبدی و بازی‌های او به قدری در زمینهٔ کمدی منحصر به‌فرد بود که حتی در فیلم مادر در نقش معلول و در فیلم سفر جادویی در دو نقش میانسالی و کودکی اش ظاهر شد و توانست به محبوبیت خوبی در میان مخاطبان سینمایی دست پیدا کند، این امر حتی در فیلم‌های دلشدگان و آقای شانس هم مشهود بود. عبدی را بیشتر به خاطر بازی‌های کمدی و طنز می‌شناسند. وی اصالتاً اهل روستای آقاباقر اردبیل است و به او کلید طلایی اردبیل در ۸ دی ۱۳۹۴ تقدیم شد.
از بازی‌های به‌یادماندنی اکبر عبدی می‌توان به فیلم‌های هنرپیشه (محسن مخملباف) و آدم‌برفی (داود میرباقری) اشاره کرد. اکبر عبدی نیمه اول دهه هشتاد را در سکوت سینمایی سپری کرد و تا حدودی از محبوبیت و شهرت او کاسته شد. بازی او در چند فیلم کمدی در اواخر دهه هفتاد هم خیلی مورد توجه واقع نشد و با وجود اینکه در سال ۱۳۸۰ و در جشنواره بیستم فیلم فجر برای بازی در فیلم نان و عشق و موتور هزار نامزد جایزه شد. در تاریخ ۱۲ بهمن ۱۳۹۶ در آیین نکوداشت افتتاحیه جشنواره فجر مجدداً از وی تقدیر شد.

## حاشیه‌ها
- اکبر عبدی در مراسم اختتامیه سی‌امین جشنواره فیلم فجر در سال ۱۳۹۱ ضمن انتقاد از روند برگزاری و داوری جشنواره اظهار کرد بایستی برای بازی در فیلم ای ایران هم جایزه سیمرغ بلورین دریافت می‌کردم.[۷]
- عبدی همچنین در تاریخ ۲۳ اسفند ۱۳۹۰ به عنوان میهمان در برنامه پارک ملت حضور یافت و گله‌هایی از دستمزد حاصل از بازی‌اش در فیلم سینمایی اخراجی‌ها کرد. وی در این برنامه به‌شدت محمدرضا شریفی‌نیا را پول‌دوست خواند.[۸][۹]
- او در مراسمی در تیر ۱۳۹۲ و در روزهای پایانی ریاست جمهوری محمود احمدی‌نژاد همراه با داریوش ارجمند از او نشان درجه یک فرهنگ و هنر را دریافت کرد.[۱۰][۱۱]
- اکبر عبدی در فیلم «خواب‌زده‌ها» بعد از فیلم‌های «آدم‌برفی» و «خوابم می‌اد» برای سومین‌بار نقش یک زن را ایفا کرد. وی حتی در این فیلم نقش دو زن را بازی کرد.[۱۲]
- عبدی در تاریخ ۱۳ خرداد ۱۳۹۴ به مناسبت تولد حجت بن الحسن (مهدی) در برنامه خنداننده برتر به کارگردانی رامبد جوان حضور یافت. او در این برنامه شوخی‌هایی را با رئیس‌جمهور وقت حسن روحانی انجام داد.
- در سال ۱۳۹۴ رسانه‌های ترکیه گزارش دادند که اکبر عبدی با خرید خانه‌ای در آلانیا تصمیم گرفته است که مابقی عمر خود را در این شهر بگذراند. وی طی مصاحبه‌ای در یک بنگاه معاملات املاک در آلانیا گفت: به خاطر برخی مشکلات سلامتی تصمیم گرفته است که در این شهر به زندگی ادامه دهد. او گفته بود که به توصیه دوست قدیمی خود منصور پیری، به شهر آلانیا در ترکیه آمده و در این شهر خانه‌ای خریده تا عمر خود را در این شهر بگذراند.[۱۳] بعد از بازتاب‌هایی که این مصاحبه داشت وی مهاجرت به ترکیه را تکذیب کرد و اظهار داشت: «من ایران هستم و مهاجرت نکرده‌ام و به زودی قرارداد رسوایی ۲ را با ده‌نمکی خواهم بست.»[۱۴]
- پس از فوت تعدادی از حجاج ایرانی در مناسک حج سال ۱۳۹۴، وی در برنامهٔ زندهٔ تلویزیونی به مناسبت جشن روز عید غدیر خم، ضمن تعریف خاطره‌ای از حضور خود و دخترش المیرا عبدی در مناسک حج، صحبت‌هایی در خصوص خواستگاری یک عرب سعودی و پاسخ توهین‌آمیز خودش به او را مطرح نمود که بعد از تعریف کردن خاطره، مجری برنامه مجبور به قطع کردن صحبت‌های وی شد. سخنان توهین‌آمیز اکبر عبدی واکنش‌های بسیاری را برانگیخت. اکبر عبدی چند روز بعد در رابطه با واکنش‌های اعتراضی در فضای مجازی به سخنانش، در مصاحبه تلویزیون تی‌وی پلاس اعلام کرد که از حرف‌هایش سوءبرداشت شده است. وی اعلام کرد که «اگر می‌دانستم برنامه زنده است این حرف را نمی‌زدم. احساس کردم برنامه غیر مستقیم است و شبکه ۳ روی صدایم بوق پخش می‌کند.»[۱۵] ناصر فکوهی نیز اظهارات عبدی را نوعی نژادگرایی و بی‌احترامی به مردم عرب کشورهای همسایه خصوصاً عرب‌های ایرانی دانست.[۱۶]
- توضیحات او در برنامه زنده شبکه ۱ در خصوص مسعود فراستی و صحبت کردن در مورد مسائل خصوصی زندگی او نیز حاشیه‌هایی را به همراه داشته است.
- او همچنین در برنامه تلویزیونی هزار و یک به سعید آقاخانی اظهار نطر راجع انتخاب نشدن او در سریال نون خ هم داشته است.

## جوایز
- دریافت سیمرغ بلورین نقش دوم مرد از هشتمین جشنواره فیلم فجر برای بازی در فیلم مادر ساخته علی حاتمی (۱۳۶۸)[۱۷]
- انتخاب سال منتقدان و سینمایی نویسان کشور برای بهترین نقش مکمل مرد در سال ۱۳۶۸ برای فیلم مادر
- انتخاب نقش غلامرضا در فیلم مادر به عنوان یکی از برترین بازی‌های تاریخ جشنواره فیلم فجر از سوی ماهنامه سینمایی دنیای تصویر
- نامزد سیمرغ بلورین نقش اول مرد از یازدهمین جشنواره فیلم فجر برای بازی در فیلم هنرپیشه ساخته محسن مخملباف(۱۳۷۱)
- انتخاب نقش اکبر در فیلم هنرپیشه به عنوان یکی از ۱۰۰ شخصیت برتر سینمایی و تلویزیونی از سوی ماهنامه سینمایی دنیای تصویر
- قدردانی از نقش‌آفرینی در فیلم اجاره نشین‌ها در جشنواره فیلم چاپلین
- انتخاب به عنوان یکی از ۲۰ چهره ماندگار بازیگری در سینمای پس از انقلاب از سوی ماهنامه سینمایی دنیای تصویر و نخستین دوره جشن حافظ
- نامزد دریافت سیمرغ بلورین نقش اول مرد از هفدهمین دوره جشنواره فیلم فجر برای بازی در فیلم جنگجوی پیروز ساخته مجتبی راعی(۱۳۷۷)
- نامزد تندیس زرین بهترین بازیگر نقش اول مرد از دومین جشن خانه سینما برای بازی در فیلم «آدم‌برفی» - ۱۳۷۷
- انتخاب سال منتقدان و سینمایی‌نویسان کشور به عنوان بازیگر مرد برگزیده سال ۱۳۷۶ برای بازی در آدم‌برفی
- نامزد تندیس بهترین بازیگر نقش مکمل مرد از چهارمین جشن خانه سینما برای بازی در فیلم نان و عشق و موتور هزار
- دریافت سیمرغ بلورین بهترین بازیگر نقش مکمل مرد از سی‌امین جشنواره بین‌المللی فجر برای نقش‌آفرینی در فیلم خوابم می‌آد ساخته رضا عطاران[۱۸]
- برنده تندیس بهترین بازیگر نقش مکمل مرد از سوی انجمن منتقدان و سینمایی نویسان کشور برای بازی در فیلم خوابم می آد
- نامزد دریافت تندیس زرین بهترین بازیگر نقش مکمل مرد از جشن خانه سینما برای بازی در خوابم می‌آد
- نامزد دریافت سیمرغ بلورین نقش مکمل مرد از بیستمین جشنواره فیلم فجر برای بازی در فیلم نان، عشق و موتور ۱۰۰۰
- انتخاب سال انجمن منتقدان و سینمایی‌نویسان برای بهترین نقش مکمل مرد به‌واسطه بازی در فیلم نان و عشق و موتور هزار
- انتخاب به عنوان بهترین نقش مکمل مرد سی‌امین دوره جشنواره فیلم فجر از سوی منتقدان ماهنامه سینمایی فیلم برای بازی در خوابم می‌آد
- نامزد دریافت سیمرغ بلورین نقش اول مرد در سی و یکمین دوره جشنواره فیلم فجر برای بازی در فیلم رسوایی
- نامزد دریافت تندیس حافظ برترین بازیگر مرد سینما در جشن دنیای تصویر برای بازی در فیلم رسوایی
- نامزد دریافت سیمرغ بلورین نقش مکمل مرد از سی و دومین دوره جشنواره فیلم فجر برای بازی در فیلم خواب‌زده‌ها ساخته فریدون جیرانی

## فیلم‌شناسی

### فیلم‌های سینمایی
| سال   | فیلم                      | نقش                           | کارگردان             | توضیحات                                                               | منابع  |
| ----- | ------------------------- | ----------------------------- | -------------------- | --------------------------------------------------------------------- | ------ |
| ۱۴۰۳– | اخراجی‌ها ۴                |                               | مسعود ده‌نمکی         | در دست تولید                                                          | [ ۱۹ ] |
| ۱۳۹۹  | نقره داغ                  |                               | محسن آقاخان          | نام اولیه این فیلم جنس لطیف بود                                       |        |
| ۱۳۹۸  | ورود و خروج ممنوع         | موزون                         | امید آقایی           |                                                                       |        |
| ۱۳۹۷  | ایکس‌لارج                  | مش اکبر                       | محسن توکلی           |                                                                       |        |
| ۱۳۹۷  | جزیره فضایی تورنادو۲      | پروفسور اندیش                 | سیدجواد هاشمی        | دو نسخه از این فیلم با نام‌های تورنادو و جزیره فضایی تورنادو۲ اکران شد |        |
| ۱۳۹۷  | تبسم تلخ                  |                               | محمدرضا ممتازی       | با نام معجزه عشق اکران شد                                             |        |
| ۱۳۹۶  | سوءتفاهم                  | پدر گروگان                    | احمدرضا معتمدی       |                                                                       |        |
| ۱۳۹۵  | عشقولانس                  |                               | محسن ماهیتی          |                                                                       |        |
| ۱۳۹۵  | آرداک                     |                               | اسماعیل منصف         |                                                                       |        |
| ۱۳۹۴  | تولدت مبارک               |                               | سمیه زارعی نژاد      |                                                                       |        |
| ۱۳۹۴  | چهار اصفهانی در بغداد     | کمال پهلوانی                  | محمدرضا ممتازی       |                                                                       |        |
| ۱۳۹۴  | رسوایی ۲                  | حاج یوسف                      | مسعود ده‌نمکی         |                                                                       |        |
| ۱۳۹۳  | در مدت معلوم              | گروسی                         | وحید امیرخانی        |                                                                       |        |
| ۱۳۹۳  | عکس خصوصی                 |                               | حسین بخشی پور        |                                                                       |        |
| ۱۳۹۳  | آدم باش                   |                               | مجید جوانمرد         |                                                                       |        |
| ۱۳۹۳  | پدر آن دیگری              | عمو                           | یدالله صمدی          |                                                                       |        |
| ۱۳۹۳  | قندون جهیزیه              | سیامک پاژن                    | علی ملاقلی‌پور        |                                                                       |        |
| ۱۳۹۲  | خواب‌زده‌ها                 | مادر و خاله فیروز             | فریدون جیرانی        |                                                                       |        |
| ۱۳۹۲  | یکی برای همه              | کریم                          | محمد آهنگرانی        |                                                                       |        |
| ۱۳۹۲  | معراجی‌ها                  | اکبر                          | مسعود ده‌نمکی         |                                                                       |        |
| ۱۳۹۱  | عملیات مهد کودک           | فافا                          | فرزاد اژدری          |                                                                       |        |
| ۱۳۹۱  | شاباش                     | حاج احمد عباچی                | حامد کلاهداری        |                                                                       |        |
| ۱۳۹۱  | پس‌کوچه‌های شمرون           | عمو شُکری                      | کامران قدکچیان       |                                                                       |        |
| ۱۳۹۱  | داستان عوضی               | دزد، گروگانگیر و تخیل نویسنده | فریدون جیرانی        |                                                                       |        |
| ۱۳۹۱  | جابه‌جا                    | حاج قربان                     | علی توکل‌نیا          |                                                                       |        |
| ۱۳۹۱  | رسوایی                    | حاج یوسف                      | مسعود ده‌نمکی         |                                                                       |        |
| ۱۳۹۰  | خوابم می‌آد                | مادر رضا                      | رضا عطاران           |                                                                       |        |
| ۱۳۹۰  | بچگیتو فراموش نکن         | پدر کمند                      | جلال فاطمی           |                                                                       |        |
| ۱۳۹۰  | تلفن همراه رئیس‌جمهور      | باجناغ قربانعلی               | علی عطشانی           |                                                                       |        |
| ۱۳۸۹  | اخراجی‌ها ۳                | بایرام گودرزی                 | مسعود ده‌نمکی         |                                                                       |        |
| ۱۳۸۹  | شبکه                      | فریدون زربال                  | ایرج قادری           |                                                                       |        |
| ۱۳۸۸  | شرط اول                   | اکبر                          | مسعود اطیابی         |                                                                       |        |
| ۱۳۸۸  | زمهریر                    |                               | علی روئین‌تن          |                                                                       |        |
| ۱۳۸۸  | افراطی‌ها                  | تقی                           | جهانگیر جهانگیری     |                                                                       |        |
| ۱۳۸۷  | چشمک                      |                               | جهانگیر جهانگیری     |                                                                       |        |
| ۱۳۸۷  | اخراجی‌ها ۲                | بایرام باقالی                 | مسعود ده‌نمکی         |                                                                       |        |
| ۱۳۸۷  | کیش و مات                 |                               | جمشید حیدری          |                                                                       |        |
| ۱۳۸۷  | در شب عروسی               |                               | رضا قهرمانی          |                                                                       |        |
| ۱۳۸۷  | دلداده                    | دایی ناصر                     | قدرت‌الله صلح میرزایی |                                                                       |        |
| ۱۳۸۷  | نظام از راست              |                               | محمدرضا ورزی         |                                                                       |        |
| ۱۳۸۶  | تسویه حساب                | حبیب                          | تهمینه میلانی        |                                                                       |        |
| ۱۳۸۶  | استخوونای بابام           | ‌های حاج محمود و رضا قربانی    | سیدمهدی رضازاده فخار |                                                                       |        |
| ۱۳۸۶  | کلاغ پر                   | معاملات ملکی                  | شهرام شاه‌حسینی       |                                                                       |        |
| ۱۳۸۶  | هم‌خانه                    | پدر مهسا                      | مهرداد فرید          |                                                                       |        |
| ۱۳۸۶  | مظفرنامه                  | مظفرالدین شاه قاجار           | محمدرضا ورزی         |                                                                       |        |
| ۱۳۸۵  | اخراجی‌ها                  | بایرام لودر                   | مسعود ده‌نمکی         |                                                                       |        |
| ۱۳۸۵  | قاعده بازی                | نارگیل                        | احمدرضا معتمدی       |                                                                       |        |
| ۱۳۸۵  | گوشواره                   | دکتر                          | وحید موسائیان        |                                                                       |        |
| ۱۳۸۵  | هدف اصلی                  |                               | قدرت‌الله صلح‌میرزایی  |                                                                       |        |
| ۱۳۸۱  | کفش‌های جیرجیرک‌دار         | شاپور قریب                    |                      |                                                                       |        |
| ۱۳۸۰  | تارزن و تارزان            | علی عبدالعلی‌زاده              |                      |                                                                       |        |
| ۱۳۸۰  | نان و عشق و موتور ۱۰۰۰    | یارولی نامی دده بالا          | ابوالحسن داوودی      |                                                                       |        |
| ۱۳۷۹  | علی و دنی                 |                               | وحید نیکخواه آزاد    |                                                                       |        |
| ۱۳۷۹  | یکی بود یکی نبود          |                               | ایرج طهماسب          |                                                                       |        |
| ۱۳۷۸  | دارا و ندار               | خسرو                          | فریدون حسن‌پور        |                                                                       |        |
| ۱۳۷۷  | جنگجوی پیروز              | ناصرالدین شاه قاجار           | مجتبی راعی           |                                                                       |        |
| ۱۳۷۷  | چشم عقاب                  | دلبود                         | شفیع آقا محمدیان     |                                                                       |        |
| ۱۳۷۶  | بدلکاران                  |                               | مهدی صباغ‌زاده        |                                                                       |        |
| ۱۳۷۶  | پنجه در خاک               |                               | ایرج قادری           |                                                                       |        |
| ۱۳۷۵  | شب روباه                  | اکبر بی‌جنبه                   | همایون اسعدیان       |                                                                       |        |
| ۱۳۷۵  | عشق گمشده                 | راننده تاکسی                  | شهرام اسدی           |                                                                       |        |
| ۱۳۷۴  | پاک‌باخته                  | استوار خراسانی                | غلامحسین لطفی        |                                                                       |        |
| ۱۳۷۴  | مرد آفتابی                | اکبر                          | همایون اسعدیان       |                                                                       |        |
| ۱۳۷۳  | آدم‌برفی                   | عباس خاکپور                   | داوود میرباقری       |                                                                       |        |
| ۱۳۷۳  | آرزوی بزرگ                | هفت تهیه‌کننده سینما           | خسرو شجاعی           |                                                                       |        |
| ۱۳۷۳  | آقای شانس                 |                               | رحمان رضایی          |                                                                       |        |
| ۱۳۷۳  | تحفه هند                  | حسن                           | محمدرضا زهتابی       |                                                                       |        |
| ۱۳۷۳  | رویای نیمه شب تابستان     | قلی خان                       | داریوش مؤدبیان       |                                                                       |        |
| ۱۳۷۲  | سفر به‌خیر                 | اکبر و اصغر                   | داریوش مؤدبیان       |                                                                       |        |
| ۱۳۷۲  | روز فرشته                 | دجین                          | بهروز افخمی          |                                                                       |        |
| ۱۳۷۱  | هنرپیشه                   | اکبر                          | محسن مخملباف         |                                                                       |        |
| ۱۳۷۰  | دلشدگان                   | آقا فرج بوسلیکی               | علی حاتمی            |                                                                       |        |
| ۱۳۷۰  | سیرک بزرگ                 |                               | اکبر خواجویی         |                                                                       |        |
| ۱۳۷۰  | مدرسه پیرمردها            | سرآشپز                        | علی سجادی حسینی      |                                                                       |        |
| ۱۳۷۰  | ناصرالدین شاه آکتور سینما | ملیجک                         | محسن مخملباف         |                                                                       |        |
| ۱۳۶۹  | در آرزوی ازدواج           |                               | اصغر هاشمی           |                                                                       |        |
| ۱۳۶۹  | سفر جادویی                | رضا کمالی                     | ابوالحسن داوودی      | ایفای دو بازه زمانی نوجوانی و بزرگسالی                                |        |
| ۱۳۶۸  | ای ایران                  | سرگروهبان مکوندی              | ناصر تقوایی          |                                                                       |        |
| ۱۳۶۸  | دزد عروسک‌ها               | گنجو                          | محمدرضا هنرمند       |                                                                       |        |
| ۱۳۶۸  | ریحانه                    | رئیس کارخانه                  | علیرضا رئیسیان       |                                                                       |        |
| ۱۳۶۸  | مادر                      | غلامرضا                       | علی حاتمی            |                                                                       |        |
| ۱۳۶۷  | گراند سینما               | سرکار استوار                  | حسن هدایت            |                                                                       |        |
| ۱۳۶۶  | غریبه                     | بنگاه دار معاملات ماشین       | رحمان رضایی          |                                                                       |        |
| ۱۳۶۵  | اجاره‌نشین‌ها               | آقای قندی                     | داریوش مهرجویی       |                                                                       |        |
| ۱۳۶۵  | مأموریت                   | آقا تقی                       | حسین زندباف          |                                                                       |        |
| ۱۳۶۴  | مردی که موش شد            | شرخر                          | احمد بخشی            |                                                                       |        |
| ۱۳۶۳  | جنجال بزرگ                | جیب بر                        | سیاوش شاکری          |                                                                       |        |

### تلویزیون
| سال       | نام                      | سمت           | نقش                                    | کارگردان                             | توضیحات                                                                                              | منابع         |
| --------- | ------------------------ | ------------- | -------------------------------------- | ------------------------------------ | --- | ------------- |
| ۱۴۰۳      | ماه عسل                  | بازیگر        |                                        | منوچهر هادی                          | |               |
| ۱۴۰۰      | روزهای آبی               | بازیگر        | ماشاءالله خان رئیس شورای ده            | محمدرضا حاجی غلامی                   | پخش از شبکه پنج                                                                                      |               |
| ۱۳۹۹      | چوب خط                   | بازیگر        | مرد فرانسوی                            | حمید بهرامیان                        | پخش از شبکه سه                                                                                       |               |
| ۱۳۹۸      | شش قهرمان و نصفی         | بازیگر        | اکبر میرمیرانی                         | حسین قناعت                           | پخش از شبکه پنج                                                                                      |               |
| ۱۳۹۷      | شبی با عبدی              | مجری و بازیگر |                                        | محمدحسین لطیفی                       | شبکه نسیم                                                                                            |               |
| ۱۳۹۴–۱۳۹۶ | محله گل و بلبل           | بازیگر        | عمو آراز                               | احمد درویشعلی پور                    | شبکه ۲                                                                                               |               |
| ۱۳۹۵      | دورهمی                   | مهمان         |                                        | مهران مدیری                          | شبکه نسیم                                                                                            |               |
| ۱۳۹۴      | آخرین فرستاده            | بازیگر        | عبدالمطلب                              | سید ابوالفضل سنگ سفیدی               | شبکه یک                                                                                              |               |
| ۱۳۹۴      | خنداننده برتر            | استندآپ کمدین |                                        | رامبد جوان                           | شبکه نسیم                                                                                            |               |
| ۱۳۹۴      | برنامه عید غدیر خم       | مهمان         |                                        | مهدی قنبری                           | |               |
| ۱۳۹۳      | مذاکرات مستقیم آقای عبدی | بازیگر        |                                        | علی شاه حاتمی                        | نقش خودش                                                                                             |               |
| ۱۳۹۲      | معراجی‌ها                 | بازیگر        |                                        | مسعود ده‌نمکی                         | نسخه سینمایی آن در آذرماه ۹۲ عرضه شد.                                                                |               |
| ۱۳۹۲      | بچه‌های نسبتاً بد          | بازیگر        | پدربزرگ                                | سیروس مقدم                           | شبکه ۱                                                                                               |               |
| ۱۳۹۲      | اولین انتخاب             | بازیگر        | یوسف کلاته جویباری                     | مهدی صباغ‌زاده                        | در آغاز «دروازه بهشت» نام داشت.                                                                      | [ ۲۷ ] [ ۲۸ ] |
| ۱۳۹۲      | برنامه سال تحویل         | مهمان و مجری  |                                        | علی ضیاء                             | در نوروز ۱۳۹۲ از شبکه ۳ پخش شد.                                                                      |               |
| ۱۳۹۱–۱۳۹۲ | تله‌فیلم «داستان عوضی»    | بازیگر        |                                        | فریدون جیرانی                        | نوروز ۱۳۹۲ از شبکه ۱ پخش شد.                                                                         |               |
| ۱۳۹۱      | تله فیلم خسیس            | بازیگر        |                                        | احمد کاوری                           | |               |
| ۱۳۹۰–۱۳۹۱ | برنامه هفت               | مهمان         |                                        | فریدون جیرانی، بهروز افخمی           | شبکه ۳                                                                                               |               |
| ۱۳۹۰–۱۳۹۱ | بیدارباش                 | بازیگر        | پدر گرزین                              | احمد کاوری                           | شبکه ۱                                                                                               |               |
| ۱۳۹۰      | برنامه پارک ملت          | مهمان         |                                        | مهدی مینایی علی فرحجود جمشید کلانتری | شبکه ۱                                                                                               |               |
| ۱۳۸۶–۱۳۹۰ | شوق پرواز                | بازیگر        | استوار مهرمنش                          | یدالله صمدی                          | شبکه ۱                                                                                               |               |
| ۱۳۸۸–۱۳۸۹ | تله‌فیلم «نفر دهم»        | بازیگر        |                                        | محمدجواد کاسه‌ساز                     | |               |
| ۱۳۸۸–۱۳۸۷ | پرانتز باز               | بازیگر مهمان  |                                        | کیومرث پوراحمد                       | در سال ۸۹ از شبکه تهران پخش شد.                                                                      |               |
| ۱۳۸۸      | سال‌های مشروطه            | بازیگر        | مظفرالدین شاه                          | محمدرضا ورزی                         | شبکه ۳                                                                                               |               |
| ۱۳۸۲–۱۳۸۸ | در چشم باد               | بازیگر        | حسن آقا حسینی قشنگه                    | مسعود جعفری جوزانی                   | شبکه ۱                                                                                               |               |
| ۱۳۸۶–۱۳۸۷ | پاتوق                    | بازیگر مهمان  |                                        | شاهین باباپور                        | کارگردان تلویزیونی: «احمد قربانی»                                                                    |               |
| ۱۳۸۶      | تله‌فیلم «جاده آسمان»     | بازیگر        |                                        | کامبیز کاشفی                         | شبکه ۲                                                                                               |               |
| ۱۳۸۵–۱۳۸۶ | گل یا پوچ                | بازیگر        |                                        | جواد افشار                           | شبکه تهران                                                                                           |               |
| ۱۳۸۵      | جابر بن حیان             | بازیگر        | حاکم بصره                              | جواد افشار                           | شبکه ۳                                                                                               |               |
| ۱۳۸۲      | ثارالله                  | بازیگر        | ولید                                   | شهریار بحرانی                        | ساخت این مجموعه نیمه کاره ماند.                                                                      |               |
| ۱۳۸۱      | معصومیت ازدست‌رفته        | بازیگر        | ابونواز                                | داوود میرباقری                       | شبکه ۳                                                                                               |               |
| ۱۳۸۰–۱۳۸۱ | زیر آسمان شهر - سری سوم  | بازیگر        | بهزاد عموی بهروز                       | مهران غفوریان                        | شبکه ۳                                                                                               |               |
| ۱۳۷۹      | آبدار شاه                | بازیگر        |                                        | رحیم رحیمی‌پور                        | |               |
| ۱۳۷۹      | به‌همین سادگی             | بازیگر        |                                        | حامد عنقا مهری ظریفی                 | شبکه ۲                                                                                               |               |
| ۱۳۷۸      | پدرخوانده                | بازیگر        | عباسعلی صبوری                          | حمید قدکچیان                         | شبکه ۵                                                                                               |               |
| ۱۳۷۸      | شب روباه                 | بازیگر        |                                        | همایون اسعدیان                       | این مجموعه تلویزیونی، یک نسخه سینمایی هم دارد که در دی سال ۱۳۷۶ در سینماها به نمایش درآمده بود.      |               |
| ۱۳۷۸      | هتل پیاده‌رو              | بازیگر        | بایرام                                 | بهمن زرین‌پور                         | پخش در نوروز ۱۳۷۸ از شبکه ۱                                                                          |               |
| ۱۳۷۷–۱۳۷۸ | راه سوم                  | بازیگر        | آقای عاصی                              | قاسم جعفری                           | |               |
| ۱۳۷۷–۱۳۷۸ | زیر بازارچه              | بازیگر        |                                        | رضا ژیان                             | در تعطیلات نوروز از شبکه ۲ پخش می‌شد.                                                                 |               |
| ۱۳۷۷      | گل من گلی                | بازیگر        |                                        | قاسم جعفری                           | در ۱۳ قسمت از شبکهٔ تهران پخش شد.                                                                     |               |
| ۱۳۷۷      | به‌سوی افتخار             | بازیگر        | صاحب بنگاه معاملات ماشین و دلال فوتبال | سیروس مقدم                           | شبکه ۳                                                                                               |               |
| ۱۳۷۷      | چشم‌به‌راه                 | بازیگر        |                                        | اصغر فرهادی                          | شبکه تهران / کارگردان تلویزیونی: «مهتاج نجومی»                                                       |               |
| ۱۳۷۵–۱۳۷۶ | خاله‌خانم                 | بازیگر        | همایون                                 | منوچهر پوراحمد                       | پخش در نوروز ۱۳۷۶ از شبکه ۵                                                                          |               |
| ۱۳۷۴      | آخرین ستاره شب           | بازیگر        | سرایدار                                | منوچهر پوراحمد                       | شبکه ۱                                                                                               |               |
| ۱۳۷۲–۱۳۷۳ | مش خیرالله صندوقچه اسرار | بازیگر        |                                        | داریوش مؤدبیان حسین فردرو            | بازی در اپیزود «قالیچه کاشی»                                                                         |               |
| ۱۳۷۱–۱۳۷۲ | زندگی                    | بازیگر        |                                        | حسین مروی                            | شبکه ۲                                                                                               |               |
| ۱۳۷۰      | هزار برگ و هزار رنگ      | بازیگر        |                                        | حسین محب‌اهری حسین فردرو              | قطعات کوتاه نمایشی که در برنامه کودک و نوجوان پخش می‌شد.                                              |               |
| ۱۳۷۰      | نگهبان                   | بازیگر        |                                        | حسین مروی                            | «نگهبان» در قالب یک فیلم دو قسمتی از شبکه ۲ پخش شد. این فیلم بخشی از مجموعه سیزده قسمتی «زندگی» بود. |               |
| ۱۳۷۰      | وزیرمختار                | بازیگر        |                                        | سعید نیک‌پور                          | این سریال یکی از سه بخش مجموعهٔ سه‌گانه «قرن سرنوشت» بود.                                              |               |
| ۱۳۶۹–۱۳۷۰ | امام علی                 | بازیگر        | هرقل رومی                              | داوود میرباقری                       | شبکه ۱                                                                                               |               |
| ۱۳۶۸      | سلامتی چه خوبه!          | بازیگر        |                                        | علی‌رضا خمسه ایرج طهماسب              | شبکه ۱                                                                                               |               |
| ۱۳۶۸      | چراغ خانه                | بازیگر        |                                        | منوچهر پوراحمد                       | |               |
| ۱۳۶۶–۱۳۶۸ | با سلسله حکمت            | بازیگر        |                                        | اکبر خواجویی سیروس مقدم مرتضی جعفری  | شبکه ۱                                                                                               |               |
| ۱۳۶۷      | خانواده عجیب             | بازیگر مهمان  |                                        | ایرج طهماسب                          | مجموعه عروسکی که از برنامه کودک و نوجوان شبکه ۱ پخش می‌شد.                                            |               |
| ۱۳۶۶      | تله‌تئاتر باجناغ‌ها        | بازیگر        | خلیل سبزواری                           | داریوش مؤدبیان                       | کارگردان تلویزیونی: «حسین فردرو»                                                                     |               |
| ۱۳۶۵      | در خانه                  | بازیگر        |                                        | بیژن بیرنگ مسعود رسام                | شبکه ۲ در نقش «پدر محسن»                                                                             |               |
| ۱۳۶۴      | طنزآوران جهان            | بازیگر        |                                        | داریوش مؤدبیان حسین فردرو            | |               |
| ۱۳۶۴      | لطائف الطوائف            | بازیگر        |                                        | -                                    | |               |
| ۱۳۶۴      | جُنگی برای فردا           | بازیگر        |                                        | مجید مظفری                           | کارگردان تلویزیونی: «داود جم»                                                                        |               |
| ۱۳۶۴      | تله‌فیلم «ابوریحان»       | بازیگر        |                                        | محمدعلی طالبی                        | شبکه ۱ / تهیه‌کنندهٔ تلویزیونی: «میترا خامنه‌ای»                                                        |               |
| ۱۳۶۳      | باز مدرسم دیر شد         | بازیگر        |                                        | حسین افصحی                           | کارگردان تلویزیونی: «مهوش جزایری»                                                                    |               |
| ۱۳۶۳      | محله بهداشت              | بازیگر        |                                        | داریوش مؤدبیان حسین فردرو            | ادامه محله برو بیا که پنجشنبه‌ها از شبکه ۲ پخش شد.                                                    |               |
| ۱۳۶۲      | داستان ریاضی‌دانان        | بازیگر        | سلطان محمود                            | محمدعلی طالبی                        | |               |
| ۱۳۶۱      | محله برو بیا             | بازیگر        |                                        | داریوش مؤدبیان                       | در سال ۶۲ روزهای پنجشنبه از شبکه ۲ پخش می‌شد.                                                         |               |
| ۱۳۶۰      | مثل‌آباد                  | بازیگر        |                                        | رضا ژیان                             | کارگردان تلویزیونی: «مسعود فروتن»                                                                    |               |
| ۱۳۵۹      | تله‌تئاتر «سنجاب‌ها»       | بازیگر        |                                        | محمود ابراهیم‌زاده                    | |               |

### شبکه خانگی
| سال  | نام        | سمت         | نقش         | کارگردان       | توضیحات                          | منابع  |
| ---- | ---------- | ----------- | ----------- | -------------- | -------------------------------- | ------ |
| ۱۳۹۲ | شاهگوش     | بازیگر      | رحمان شجاعت | داوود میرباقری | پخش در شبکه خانگی                | [ ۳۱ ] |
| ۱۳۹۲ | شام ایرانی | بازیگر      |             | محمد شایسته    | پخش در شبکه خانگی                |        |
| ۱۴۰۱ | جوکر       | میهمان ویژه |             | احسان علیخانی  | پخش در شبکه نمایش خانگی (فیلیمو) |        |
| ۱۴۰۲ | نیوکمپ     | بازیگر      |             | منوچهر هادی    | پخش در شبکه نمایش خانگی (فیلیمو) |        |
| ۱۴۰۴ | جوکر۲      | میهمان ویژه |             | احسان علیخانی  | پخش در شبکه نمایش خانگی (فیلیمو) |        |

## تئاتر
- مش اکبر و دختراش-کارگردان:اکبر عبدی ۱۳۹۶
- رستوران عمو اکبر-کارگردان:اکبر عبدی ۱۳۹۴
- مشدی عباد (اجرای مجدد)-کارگردان:اکبر عبدی ۱۳۹۳
- پنجره فولاد-کارگردان:سیدجواد هاشمی ۱۳۹۰
- سوپر بقال ایرونی-کارگردان:اکبر عبدی ۱۳۸۹
- مشدی عباد-کارگردان:اکبر عبدی ۱۳۸۸
- از خاک تا افلاک-کارگردان:محمود فرهنگ ۱۳۸۵
- اکبرآقا آکتور تئاتر-کارگردان:اکبر عبدی ۱۳۸۵
- دوستان با محبت-کارگردان:رضا ژیان ۱۳۷۷[۳۲]
- بنگاه تئاترال-کارگردان:محمود استادمحمد ۱۳۷۱